# Renata Litvinova
Renata Muratovna Litvinova (Moscú, 12 de enero de 1967) es una actriz, directora de cine y guionista rusa.

## Biografía
Nació en Moscú, hija de Alisa Mikhailovna Litvinova, una madre rusa, y de Murat Aminovich Vergazov, un tártaro del Volga. Sus padres eran médicos. Se divorciaron cuando Renata tenía solo un año. Después de la escuela, ingresó a la Universidad Panrusa Guerásimov de Cinematografía (VGIK) en 1984 y se graduó en 1989. Asistió el mismo año que sus compañeros guionistas y directores Roman Kachanov y Arkady Vysotsky. Fue aquí donde trabajó en su primera película como guionista con el filme La muy querida Rita. El último encuentro con ella (1988).

## Carrera

### Guionista
Comenzó su carrera cinematográfica como guionista, escribiendo películas entre 1988 y 1998. Ninguno de sus proyectos anteriores, como Truck Drivers 2 (1992), logró reconocimiento crítico o comercial. Su compañera directora Kira Muratova la descubrió en 1994, después de que Muratova se topara con la tesis que Litvinova había escrito para VGIK. Tras conocerse en un festival local, Muratova cambió de opinión y en su lugar quiso que Litvinova protagonizara una de sus películas. Litvinova audicionó para el papel de la protagonista femenina Violet, pero fue considerada no apta. Sin embargo, Muratova la quería en la película y le permitió escribir un papel para ella misma. Litvinova se inscribió en la película como enfermera. Continuó escribiendo guiones después de su papel, entre los que se incluyen Male Revelations (1995) y Principled and Compassionate View (1995). Esta última película ganó el premio del jurado en el festival de cine "Ventana a Europa" y se exhibió en varios otros festivales alrededor del mundo, como Japón y Alemania. Colaboró nuevamente con Muratova en 1997 y 1998, escribiendo dos guiones que Muratova dirigió. El guion de la película Tres historias de Litvinova se convirtió en una película en 1997; en ella también interpretó el papel de Opha. Su historia To Own and Belong fue adaptada en 1998 en la película policial aclamada por la crítica Country of the Deaf.

### Actriz
En 2022, Litvinova se convirtió en una de las actrices rusas más importantes tanto en televisión como en teatro. En 2000, se hizo popular por su papel de Albino Crow en la serie de televisión The Border. Después de este papel, escribió guiones de películas con moderación y protagonizó todas las películas que escribió. Litvinova se hizo aclamada a mediados de la década de 2000 cuando fue nominada por sus papeles en Sky. Plane. Girl. (2002), The Tuner (2004) y I'm Not Hurt (2006). En el Teatro de Arte Chéjov de Moscú, Litvinova interpretó a Lyubov Ranevskaya en El jardín de los cerezos, también actuó en Le Shaga escrita por Marguerite Duras y puesta en escena por Marie-Louise Bischofberger, 'Testigo de cargo' de Agatha Christie.

### Directora
Como directora, Litvinova se probó en muchos campos. Debutó como directora en el año 2000 con el documental There is No Death For Me. La película se centró en las experiencias de sus actrices favoritas de la era soviética y ofreció una perspectiva de su visión de sus historias. Al igual que con sus guiones, dirigió con moderación entre sus papeles como actriz, dirigiendo seis películas desde 2000. Dirigió su primer largometraje en 2004, La Diosa, que también escribió y protagonizó. En 2006 dirigió su primer cortometraje, Rado. Litvinova hizo su primera incursión en el cine de conciertos en 2008 cuando dirigió la película Green Theatre in Zemfira . La película fue creada usando imágenes de un concierto de una de las amigas de Litvinova, la artista musical Zemfira. La película ganó el premio a la "Película musical del año" en el concurso de premios de música independiente "Steppenwolf". Las dos colaboraron nuevamente en 2010 para crear otra película de concierto de Ramazanova dirigida por Litvinova llamada Moscow. Crokus/Arrow. Finalmente, Ramazanova fue la compositora del segundo largometraje de Litvinova, Rita's Last FairyTale (2012), que trata sobre "temas universales de amor, odio y búsqueda del amor".
A lo largo de los años, Litvinova dirigió más de 15 videoclips para músicos y cantantes rusos, y desde 2005 colaboró principalmente con Zemfira. En 2021, dirigió una película promocional de 13 minutos para Gucci.

### Actriz de voz
Prestó su voz a la película $8.50 (1999) para ser utilizada como voz en off del personaje Xenia, interpretado por Natalia Adreichenko. Su voz apareció en varias otras películas en la década de 2000, incluidas Frog's Paradise (2007) y Peregrine (2008).

### Moda y televisión
En la televisión, Litvinova presentó varios programas de autor sobre estilo, historia de la moda y cinematografía. Litvinova también emergió como diseñadora e ícono de la moda por sí misma. Amiga y colaboradora de Demna Gvasalia ; también trabajó en la película de Gosha Rubchinskiy, The Day of My Death.

## Vida personal
Su primer matrimonio fue con el productor Alexander Antipov, unión que duró de 1996 a 1997. Luego se casó con el empresario Leonid Dobrovsky, con quien tuvo su hija Ulyana. La pareja se divorció en 2007. Litvinova salió del armario como bisexual en 2021.
En febrero de 2022, se opuso a la invasión rusa de Ucrania y abandonó Rusia. Mientras tanto, había decidido residir con su pareja Zemfira en París.

## Filmografía
| Año  | Película                                         | Directora | Guionista | Actriz de voz | Productora | Actriz |
| ---- | ------------------------------------------------ | --------- | --------- | ------------- | ---------- | ------ |
| 1990 | Leningrad. November.                             |           | Sí        |               |            |        |
| 1991 | Not Love                                         |           | Sí        |               |            |        |
| 1992 | Tractor Drivers 2                                |           | Sí        |               |            |        |
| 1994 | Passions                                         |           | Sí        |               |            | Sí     |
| 1995 | Male Revelations                                 |           | Sí        |               |            |        |
| 1995 | Principled and Compassionate View                |           | Sí        |               |            |        |
| 1997 | Three Stories                                    |           | Sí        |               |            | Sí     |
| 1998 | Country of the Deaf                              |           | Sí        |               |            |        |
| 1999 | The Right to Choose                              |           |           |               |            | Sí     |
| 1999 | $8.50                                            |           |           | Sí            |            |        |
| 2000 | The Border                                       |           |           |               |            | Sí     |
| 2000 | There is No Death For Me                         | Sí        |           |               |            |        |
| 2001 | The Black Room                                   |           |           |               |            | Sí     |
| 2001 | Berlin Express                                   |           |           |               |            | Sí     |
| 2001 | April                                            |           |           |               |            | Sí     |
| 2002 | Sky. Plane. Girl.                                |           | Sí        |               | Sí         | Sí     |
| 2003 | The Suitcases of Tulse Luper (Part III)          |           |           |               |            | Sí     |
| 2004 | The Tuner                                        |           |           |               |            | Sí     |
| 2004 | The Goddess                                      | Sí        | Sí        |               | Sí         | Sí     |
| 2004 | Saboteur                                         |           |           |               |            | Sí     |
| 2005 | Dead Man's Bluff                                 |           |           |               |            | Sí     |
| 2005 | Vocal Parallels                                  |           |           |               |            | Sí     |
| 2006 | Nine Months                                      |           |           |               |            | Sí     |
| 2006 | Tin Plate                                        |           |           |               |            | Sí     |
| 2006 | It Doesn't Hurt Me                               |           |           |               |            | Sí     |
| 2006 | Rado                                             | Sí        |           |               |            |        |
| 2007 | Two in One                                       |           | Sí        |               |            | Sí     |
| 2007 | Cruelty                                          |           | Sí        |               |            | Sí     |
| 2007 | Frog's Paradise                                  |           |           | Sí            |            |        |
| 2008 | To Catch a Brunette                              |           |           |               |            | Sí     |
| 2008 | Peregrine                                        |           |           | Sí            |            |        |
| 2008 | The Adventures of Alyonushka and Eremu           |           |           | Sí            |            |        |
| 2008 | Green Theatre in Zemfira                         | Sí        |           |               | Sí         |        |
| 2009 | Veselchaki                                       |           |           |               |            | Sí     |
| 2009 | Ordered to be Destroyed! Operation "Chinese Box" |           |           |               |            | Sí     |
| 2009 | Melody for a Street Organ                        |           |           |               |            | Sí     |
| 2009 | The Golden Section                               |           |           |               |            | Sí     |
| 2010 | Rorrima Bo's Magic Cup                           |           |           |               |            | Sí     |
| 2010 | Diamonds. Theft.                                 |           |           |               |            | Sí     |
| 2010 | Moscow. Crocus/Arrow                             | Sí        |           |               |            |        |
| 2011 | Generation P                                     |           |           |               |            | Sí     |
| 2011 | Heart of a Boomerang                             |           |           |               |            | Sí     |
| 2012 | Rita's Last Fairy Tale                           | Sí        | Sí        |               | Sí         | Sí     |
| 2012 | The Girl and Death                               |           |           |               |            | Sí     |
| 2012 | Eternal Return                                   |           |           |               |            | Sí     |
| 2014 | Concrete Gene                                    |           |           |               |            | Sí     |
| 2015 | About Love                                       |           |           |               |            | Sí     |
| 2016 | The Day of My Death                              | Sí        | Sí        |               |            | Sí     |
| 2018 | ANGST                                            |           |           |               |            | Sí     |
| 2020 | The North Wind                                   | Sí        | Sí        |               | Sí         | Sí     |

## Premios y honores
- Mejor debut actoral en Kinotavr por su papel en "Passions" (1994)
- Premio de Cine "Estilo Femenino" por su papel en "Passions" (1994)
- Mejor Actriz en el Festival de Cine de Ekaterimburgo por su papel en "Tres Historias" (1997)
- Mejor Actriz de Reparto en el Festival Internacional de Cine "Baltic Pearl" en Riga, Jurmala, por su papel en "Three Stories" (1997)
- Rama de laurel para "No hay muerte para mí" (2000)
- Premio Estatal de la Federación Rusa por su papel en "Frontera. El caso de la Taiga" (2001)
- Mejor Actriz en el Festival de Literatura y Cine de Gátchina por su papel en "Heaven. Plane. Woman" (2003)
- Artista Honorario de la Federación Rusa (2003)
- Mejor Actriz del Festival de Cine "Viva Cine de Rusia" en San Petersburgo por su papel en "El Sintonizador" (2005)
- Mención especial del jurado en el Festival Internacional de Cine goEast de Wiesbaden por su papel en "Goddess: How I Fell in Love" (2005).
- Mención especial del jurado en el Festival Internacional de Cine goEast de Wiesbaden por su papel en "The Tuner" (2005).
- Mejor Actriz en Kinotavr por su papel en "No estoy herida" (2006)
- Premio Nacional de Reconocimiento Público a los Logros de las Mujeres "Olimpia" de la Academia Rusa de Negocios y Emprendimientos (2007)
- Medalla Pushkin (2012)
- Mejor Actriz, película Sobre el Amor, Premios Unicornio de Oro 2016[23]